# Jenny Bürde-Ney

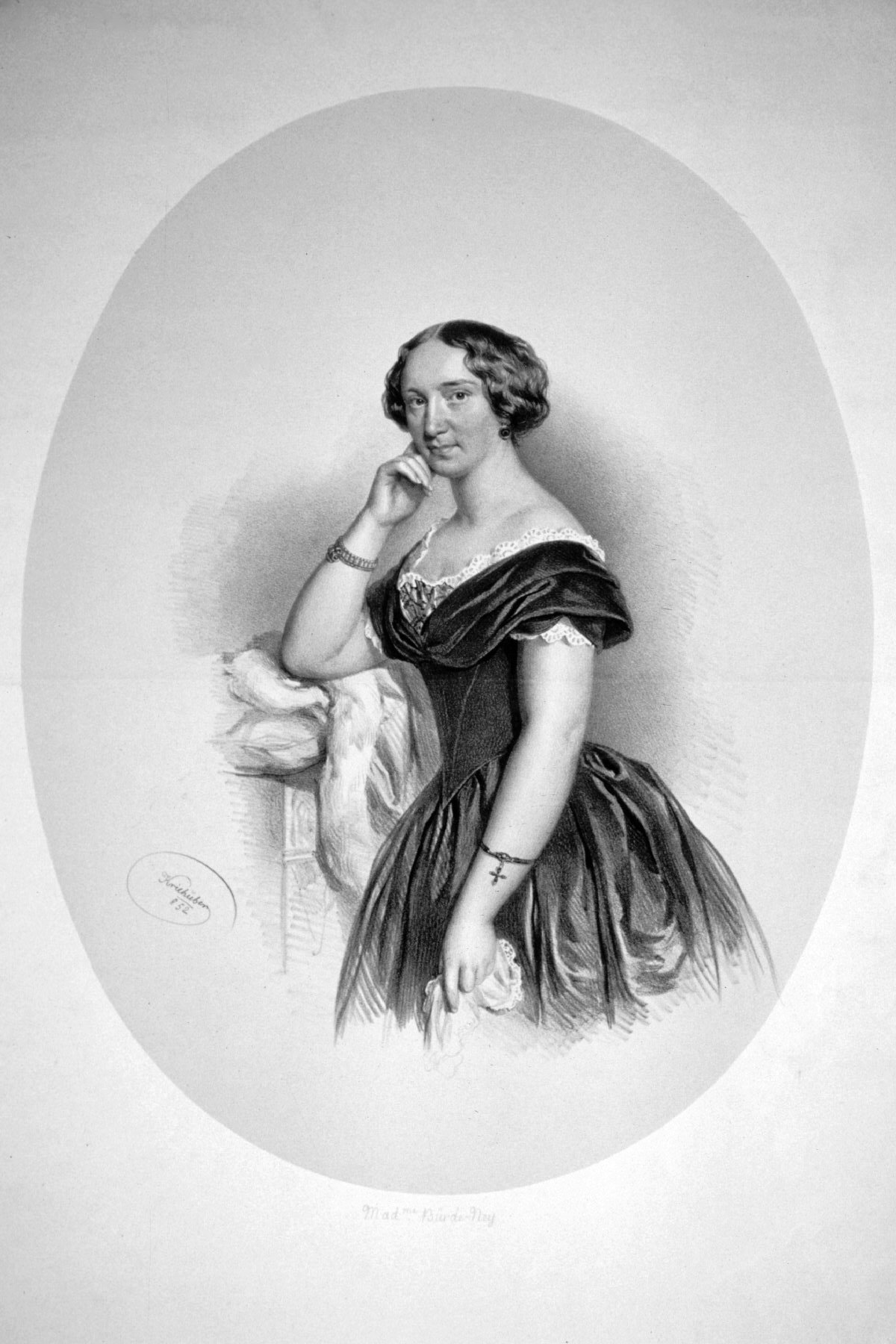
Jenny Bürde-Ney, Lithographie von Josef Kriehuber, 1852

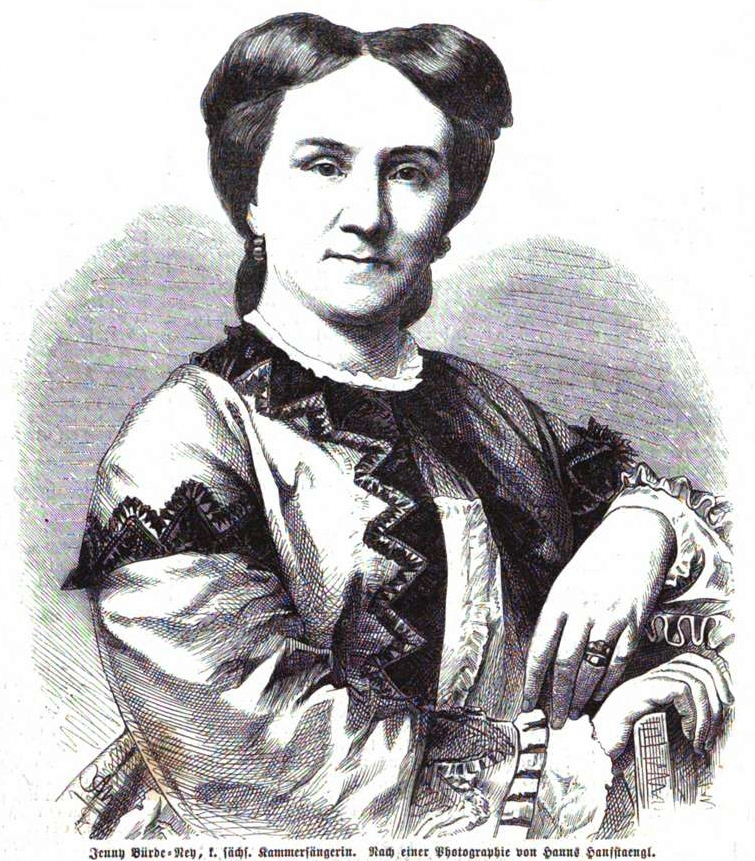
Jenny Bürde-Ney, 1867.

Jenny Bürde-Ney (* 21. Dezember 1824 in Graz; † 17. Mai 1886 in Dresden) war eine deutsche Opernsängerin (Sopran).

## Leben
Jenny war die Tochter von Katharina Ney-Segatta, ebenfalls einer Sängerin. Wie auch ihre Schwester (Karoline Denemy-Ney, 1826–1894) wurde sie schon früh von ihrer Mutter für die Bühne ausgebildet und trat bereits mit 15 Jahren als „Donauweibchen“ in Arad auf. Die eigentliche Bühnenlaufbahn begann in Olmütz und setzte sich in Brünn, Ofen, Prag und Lemberg fort. Im Jahr 1850 folgte ein Engagement am Wiener Kärntnertortheater. Sie folgte 1853 einem Ruf nach Dresden und wurde die Nachfolgerin von Wilhelmine Schröder-Devrient an der Dresdner Hofoper. Sie war verheiratet mit dem Schauspieler Emil Bürde.
Im Jahr 1867 trat sie nur noch bei Kirchenkonzerten auf und betätigte sich als Gesangslehrerin. Ab 1878 war sie Mitglied im Frauen-Erwerbs-Verein, der sich der Verbesserung der Mädchen- und Frauenbildung und der Erweiterung weiblicher Arbeitsgebiete widmete.

## Rollen (Auswahl)
- Cilli – Das Donauweibchen (Ferdinand Kauer)
- Pamina – Die Zauberflöte (Wolfgang Amadeus Mozart)

## Schülerinnen (Auswahl)
- Eufemia von Adlersfeld-Ballestrem
- Emmy Sonntag-Uhl